# Ca' Bembo
Ca' Bembo è un edificio di pregio storico-artistico risalente al XVI secolo sul rio San Trovaso nella parrocchia di San Trovaso, sestiere di Dorsoduro a Venezia, e notevole per un giardino particolarmente vasto.
Nonostante il nome non presenta particolari connessioni con la storia della famiglia Bembo ed è invece legato ad uno dei rami della famiglia aristocratica veneziana dei Barbarigo di San Trovaso e in particolare alla figura di Agostino Barbarigo.

## Origini
L'area che oggi accoglie il palazzo era occupata, nel medioevo, da un complesso abitativo riferibile al ramo dei "Barbarigo de Osso Duro" (ovvero di Dorsoduro). La proprietà dei Barbarigo di diverse abitazioni lungo il canale di San Trovaso è documentata da un atto di suddivisione proprietaria del 1374. Nel 1464 le proprietà furono suddivise tra i figli di Francesco "il Ricco" Barbarigo e la proprietà corrispondente all'attuale Ca' Bembo passò al primogenito Girolamo Barbarigo.
Del palazzo gotico di proprietà Girolamo rimane solo una vera da pozzo con gli emblemi araldici della famiglia Barbarigo scolpiti su di essa e attribuibile all'officina di Antonio Rizzo, risalente agli ultimi decenni del secolo XV.

## Rinnovo ad opera del Tintoretto e del Sansovino
Il palazzo ereditato da Girolamo fu oggetto di una spartizione tra eredi nel 1518. Alla metà del XVI secolo fu oggetto di un vasto e ambizioso programma di rinnovamento artistico e architettonico, voluto da Agostino Barbarigo, nipote di Girolamo, forse in occasione del suo fastoso matrimonio con Lucia Pesaro il 30 aprile 1554.
La trasformazione dell'edificio fu affidata a Jacopo Sansovino, che, ispirato dalle opere rinascimentali di Roma e Firenze, andava edificando proprio in quegli anni le Fabbriche Nuove di Rialto. Il portale e il ritmo dei marcapiani recano la sua impronta, mentre l'uso eclettico di mensole reggibalcone corinzie e di capitelli dorici nella facciata del piano nobile hanno portato ad ipotizzare interventi anche di altri.
Agostino Barbarigo aveva commissionato inoltre a Iacopo Tintoretto, sempre per la facciata, un ciclo di affreschi, oggi perduti. Nel XVII secolo, nel suo Maraviglie dell'arte il commentatore Carlo Ridolfi, che scriveva quando già il palazzo non apparteneva più alla famiglia Barbarigo, notava:
()

## Storia successiva del palazzo
Alla morte senza eredi a Corfù di Pietro Barbarigo, figlio di Agostino, nel 1618 il palazzo passò, dopo un complesso giro di pretese ereditarie, alla famiglia Marcello e da questa alla famiglia Sangiantoffetti - che dà il suo nome alla fondamenta – che promossero la riorganizzazione e la decorazione degli interni del palazzo, affidandoli al pittore padovano Costantino Cedini.
Il palazzo all'inizio del XX secolo, era di proprietà del Conte armatore e colonnello di artiglieria, dott. Giuseppe Calzavara di Castelmauro. Ereditato alla fine degli anni quaranta da sua figlia, Angela Vittoria Calzavara di Castelmauro, e venduto nel 1969.
Il palazzo ospita oggi il dipartimento di lingue dell'Università Ca' Foscari di Venezia.

## Controversie
Nel mese di novembre 2013 è diventata oggetto di un controverso processo di permuta immobiliare avviato dal rettore Carlo Carraro, che vorrebbe scambiarla assieme a Ca' Cappello e Palazzo Cosulich, con un immobile di proprietà del fondo immobiliare Uno Energia in un'operazione alla pari. L'operazione è stata contestata al Comune di Venezia dove era temuta la trasformazione dei palazzi in strutture alberghiere. L'operazione, che ha evitato un'asta di evidenza pubblica, è attualmente oggetto di un'interrogazione parlamentare ad opera di Giulio Marcon, Davide Zoggia, Michele Mognato e Giulia Narduolo. Il rettore ha invece difeso la dismissione dei palazzi storici nell'ottica di un risanamento dei conti, preannunciando gravi conseguenze per il bilancio dei prossimi sei anni.
Egualmente fonte di controversia è stata la chiusura del grande giardino, usato dalla vicina scuola Ranier Michieli per sospetto inquinamento. Successivamente test effettuati da privati hanno svelato la presenza di diossina, ma Ca' Foscari ha negato di esserne stata precedentemente a conoscenza.